# Козлувек (Свентокшиське воєводство)
Козлувек (пол. Kozłówek) — село в Польщі, у гміні Тарлув Опатовського повіту Свентокшиського воєводства.
Населення — 102 особи (2011).
У 1975—1998 роках село належало до Тарнобжезького воєводства.

## Демографія
Демографічна структура на день 31 березня 2011 року:
|          | Загалом | Допрацездатний вік | Працездатний вік | Постпрацездатний вік |
| -------- | ------- | ------------------ | ---------------- | -------------------- |
| Чоловіки | 49      | 3                  | 45               | 1                    |
| Жінки    | 53      | 9                  | 30               | 14                   |
| Разом    | 102     | 12                 | 75               | 15                   |